# アフマド・シャー (ムガル皇帝)
アフマド・シャー（ウルドゥー語: احمد شاہ, Ahmad Shah, 1725年12月23日 - 1775年1月1日）は、北インド、ムガル帝国の第13代君主（在位：1748年 - 1754年）。父は第12代君主ムハンマド・シャー、母はウドハム・バーイー。アフマド・シャー・バハードゥル（Ahmad Shah Bahadur）とも呼ばれる。

## 生涯

### 即位以前と即位

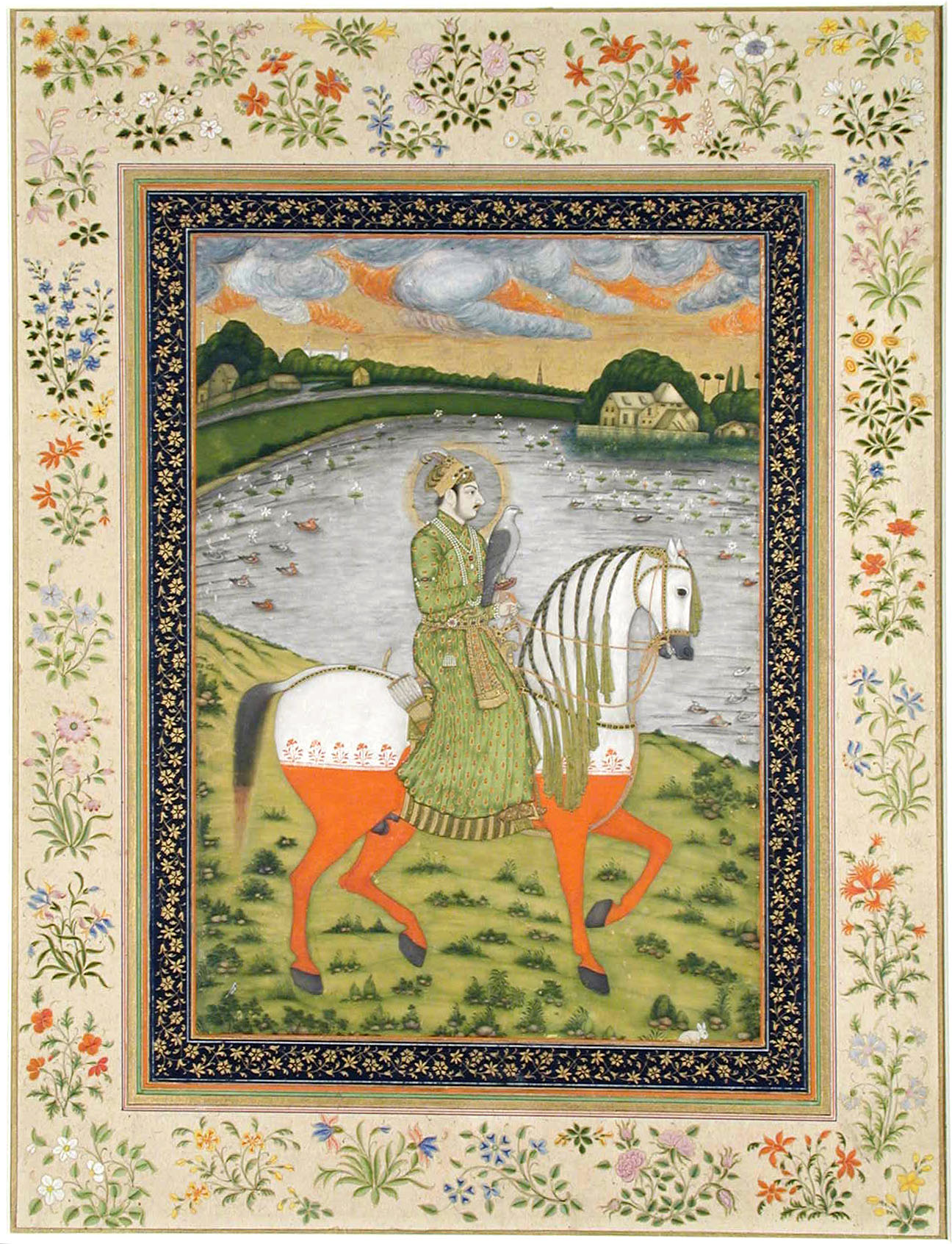
アフマド・シャー

1725年12月23日、ムガル帝国の皇帝ムハンマド・シャーの次男として、デリー城で誕生した。
1748年4月26日、アフマド・シャーがアワド太守の軍勢とともにドゥッラーニー朝アフガン軍を追撃中、父帝ムハンマド・シャーが死亡した。彼がデリーに戻るまでその死を隠す必要があったため、その遺体は王宮のテーブルクロスに包まれたのち、ヨーロッパ製の大時計の中に入れられ、その到着まで埋めてあったという。
その後、アフマド・シャーはデリーに戻ったのち、5月4日にデリー城のシャーリーマール庭園で即位式を挙げた。

### 帝国の内部争い

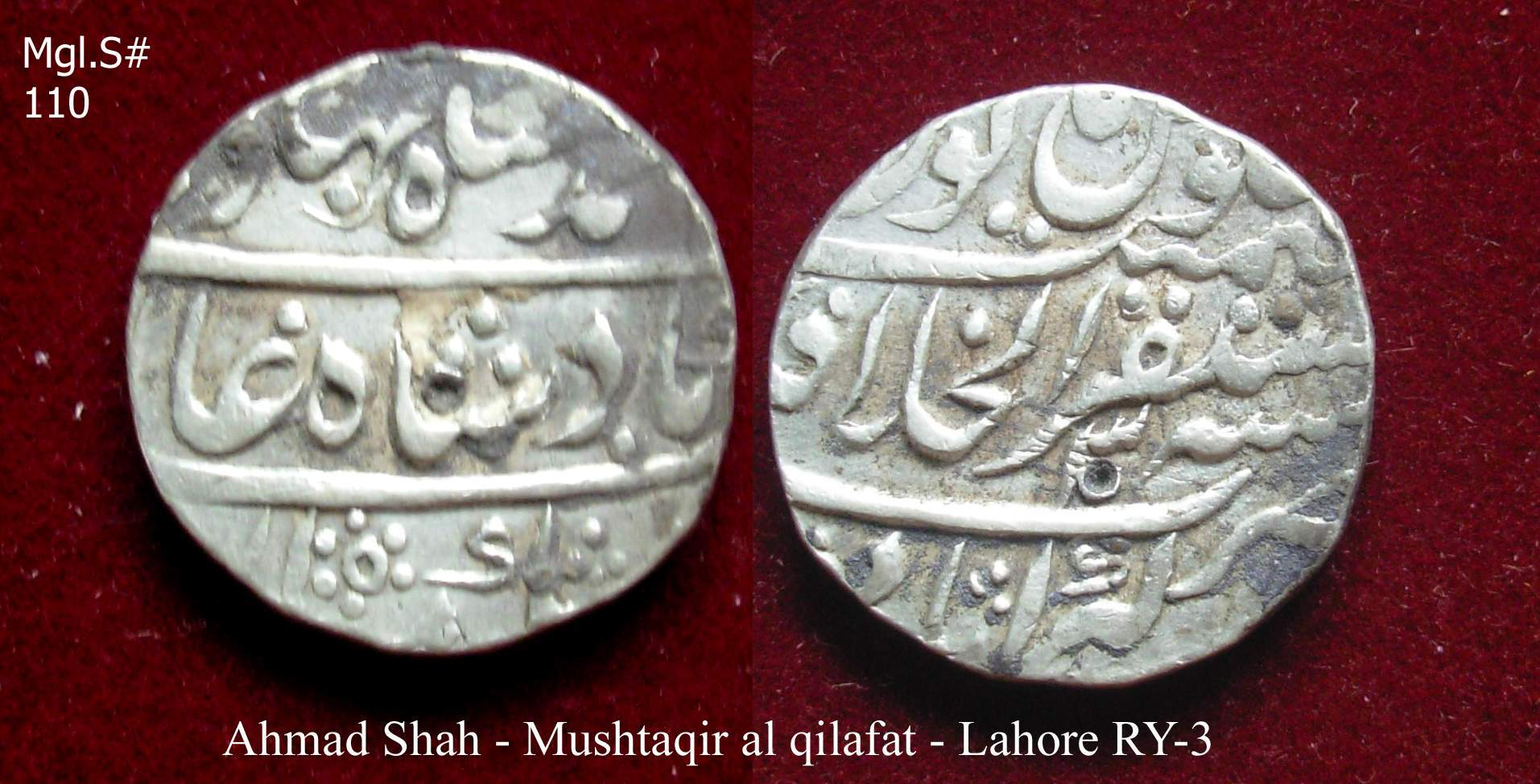
アフマド・シャーの治世に鋳造されたルピー銀貨

ムハンマド・シャーの死後、皇帝アフマド・シャーはアワド太守サフダル・ジャングを帝国の宰相（ワズィール）に任じ、アーサフ・ジャーの息子ガーズィー・ウッディーン・ハーン（フィールーズ・ジャング2世）を軍務大臣（ミール・バフシー）に任命するなど、順調な出だしを歩んだ。
しかし、実際はナワーブ・ジャウド・ハーンという宦官が政治の主導権を握り、アフマド・シャーも彼を信用しきっていた。また、アフマド・シャーの母ウドハム・バーイーは彼と長く関係を持っていたので、彼女も政治に関与するようになった。さらに、アフマド・シャー自身も父帝ムハンマド・シャーに似て後宮で遊ぶようになり、歴史家アノンの「アフマド・シャー伝」では「皇帝はゼナーナ（後宮）に閉じこもり、まる1週間男とまったく顔を合わさずに過ごすこともあった」とさえ記している。
そうしたなか、1751年12月、アフガン王アフマド・シャー・ドゥッラーニーが北西インドに侵攻し、1752年に帝国はパンジャーブ地方とカシミール地方を奪われた。このようにアフガン軍が侵攻するなか、1750年代サフダル・ジャングを中心とするイラン系貴族と、軍務大臣ガーズィー・ウッディーンやナワーブ・ジャウド・ハーンのトルコ系貴族の争いが起こっていた。
1752年8月、サフダル・ジャングはナワーブ・ジャウド・ハーンを暗殺した。また、同年10月にはニザーム王国へと戻ったガーズィー・ウッディーン・ハーンも暗殺され自滅するなど、サフダル・ジャングに有利な状況となった。
だが、ガーズィー・ウッディーン・ハーンの息子ガーズィー・ウッディーン・ハーン（フィールーズ・ジャング3世）は父の官職を引き継ぎ、サフダル・ジャングに対抗した。サフダル・ジャングはトルコ系貴族との争いに敗れ、1753年5月13日に宰相職を辞して帝都デリーからアワドに引き上げた。

### 廃位と死

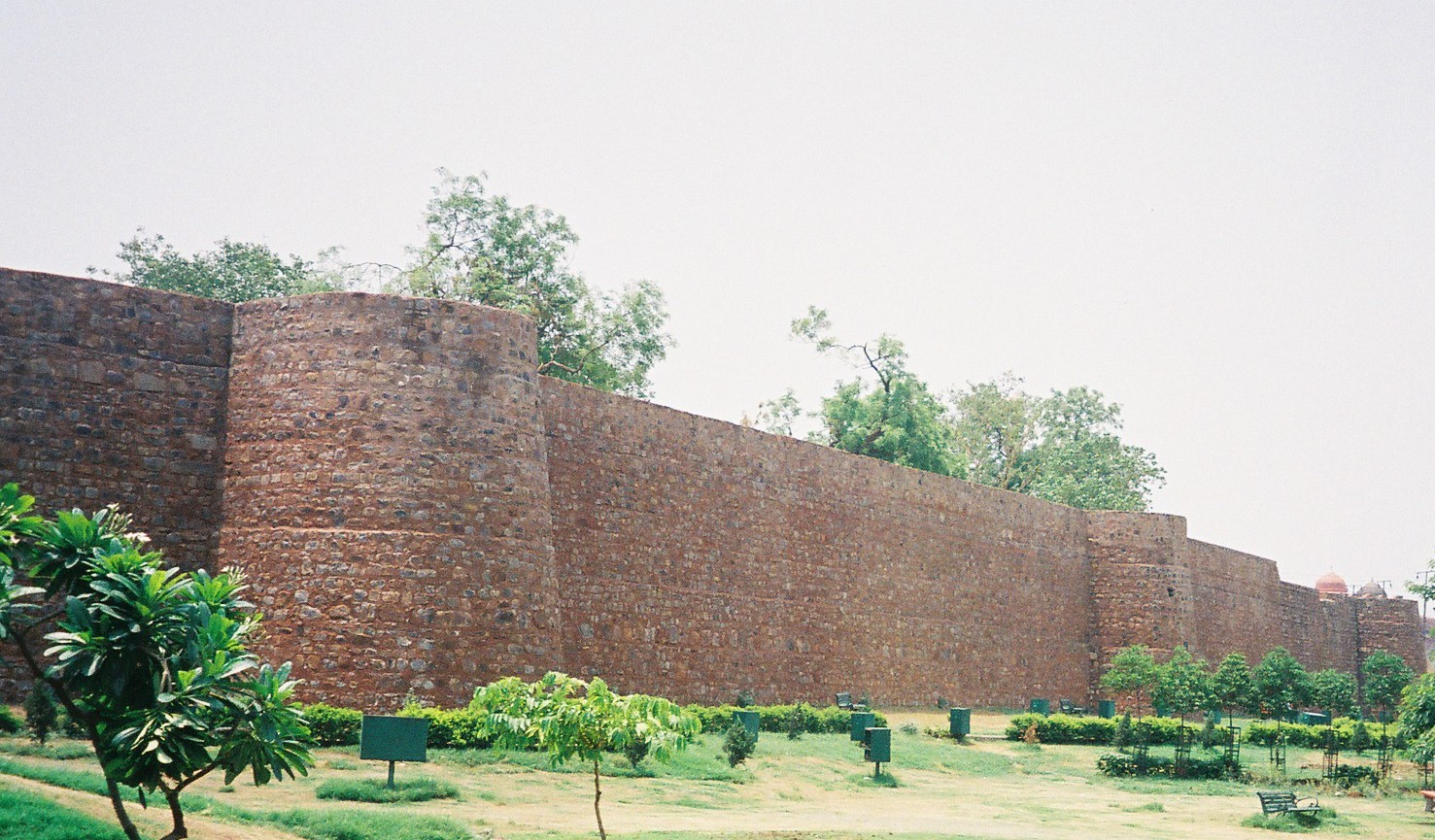
サリームガル城

その後、サフダル・ジャングの後継者である宰相と軍務大臣ガーズィー・ウッディーン・ハーンとの間に権力争いが起こった。また、宮廷ではアフガン勢力の侵攻に対抗するためにマラーターと組もうとする声も上がっていた。ガーズィー・ウッディーン・ハーンはマラーターのシンディア家、ホールカル家と接近して手を結び、これに勝利した。
同年6月2日、ガーズィー・ウッディーンはアフマド・シャーに宰相位を要求したが断られたため、アフマド・シャーとその母ウドハム・バーイーの目を盲目した。その後、ジャハーンダール・シャーの息子アーラムギール2世を皇帝とし、盲目にされたアフマド・シャーとウドハム・バーイーはデリーのサリームガル城に幽閉された。
アフマド・シャーの廃位後、ガーズィー・ウッディーンは専横を極めるようになり、1759年11月にアーラムギール2世も殺害してしまう。そうしたなかも、アフマド・シャーは残りの余生をずっと幽閉された状態で暮らし、1775年1月1日にデリーで死亡した。
のち、1788年にアフガン系ローヒラー族がデリーを占領した際、アフマド・シャーの息子ビーダール・バフトは一時的に傀儡の皇帝となった。

## 家族

### 父母
- ムハンマド・シャー
- ウドハム・バーイー

### 后妃
- ガウハール・アフルーズ・バーヌー・ベーグム
- マハーバト・ハーンの娘
- イナーヤトプリー・バーイー
- サルファラーズ・マハル
- ウッタム・クマーリー

### 息子
- ハミード・シャー
- ジャハーン・シャー
- タラー・サイード・シャー
- ジャミーヤト・シャー
- ディラーワル・シャー
- ミールザー・ルジュビー
- ミールザー・ムガル

計7人。

### 娘
- ムフタラムンニサー・ベーグム
- ディル・アフルーズ・ベーグム（ムハンマディー・ベーグム）

計2人。